# Guillermo Bodenbender
Guillermo Bodenbender (2 de julio de 1857 - 20 de abril de 1941) fue un geólogo argentino de origen alemán.

## Biografía
Bodenbender emigró de Prusia (hoy Alemania) a la Argentina en 1885, instalándose en la provincia de Córdoba.
Asistió a la Universidad de Gotinga junto a Luis Brackebusch, quien le ofreció la posibilidad de emigrar a la Argentina como ayudante de cátedra y colaborador en la Universidad de Córdoba.

## Fallecimiento
Bodenbender falleció el 20 de abril de 1941 en la ciudad de Córdoba.